# Copa Revista Perfil de Futebol
A Copa Revista Perfil de Futebol ou ainda Copa Perfil, é uma competição futebolística realizada pela Secretaria de Esporte e Lazer através de Ari Pereira da cidade de Nossa Senhora das Dores chancelada pela FSF, competição ocorre desde 2003.

## História
Desde 2003 a competição é realizada com clubes do Agreste, Leste Sergipano e Sertão do estado de Sergipe. As finais sempre são realizadas no Estádio Municipal Ariston Azevedo do clube Dorense além de reunir grandes clubes da região tal como, AE Flamengo, Ascenso FC, Gentio FC, Ponte Preta ambos da cidade de Dores, CRB, Lagoa Grande de Siriri, Feira de Feira Nova, Saco Grande de Cumbe, Rio Branco, Nacional e Laranja Mecânica de Capela, Ribeirópolis e Botafogo de Ribeirópolis, Internacional de Rosário do Catete.
O Troféu
Tem tradição de possuir troféus com altura maiores de 2 m, dado ao campeão da competição.

## Campeões
- A lista de campeões e vices será completa em breve.

## Títulos por clube
| Clube                | Títulos | Anos       | Vice | Anos |
| -------------------- | ------- | ---------- | ---- | ---- |
| Ponte Preta de Dores | 2       | 2017, 2018 | 1    | 2016 |
| Nacional de Capela   | 1       | 2016       | 1    | 2018 |
| Sergipe FC           | 1       | 2010       | 0    |      |
| Flamengo de Glória   | 1       | 2011       | 0    |      |
| Ascenso              | 0       |            | 1    | 2011 |
| São Mateus           | 0       |            | 1    | 2017 |

## Títulos por cidade
| Cidade | Títulos | Vices |
| ------ | ------- | ----- |
| Dores  | 2       | 2     |
| Capela | 1       | 0     |
| Glória | 1       | 0     |
| Gararu | 0       | 1     |

## Copa dos Campeões

### Títulos por clube
| Clube                | Títulos | Anos | Títulos | Anos |
| -------------------- | ------- | ---- | ------- | ---- |
| Flamengo de Glória   | 1       | 2015 | 0       |      |
| Ponte Preta de Dores | 1       | 2016 | 0       |      |
| Nacional de Capela   | 0       |      | 1       | 2016 |

### Títulos por cidade
| Cidade | Títulos | Vices |
| ------ | ------- | ----- |
| Dores  | 1       | 0     |
| Capela | 0       | 1     |